# Острво Норфок
Територија Острва Норфок (енгл. Territory of Norfolk Island, на локалном језику: Norfuk Ailen) мало је насељено вулканско острвско подручје у југоисточном делу Тихог океана између Аустралије, Новог Зеланда и Нове Каледоније које са два суседна острва сачињава спољну територију Аустралије.
Араукарија са Острва Норфок је ендемска врста четинара на овом острву и приказана је на застави.
Норфок има површину од 34.6 km² и 32 километра обале. Највиши врх је на 319 m надморске висине.

## Историја
Острво је првобитно било насељено источним Полинежанима. Доласком Британаца (први је био капетан Џејмс Кук 1774), постало је кажњеничка колонија, кратко време и војна база. Око половина данашњег становништва су потомци досељеника са Острва Питкерн, који су се ту преселили услед пренасељености 1856.